# اینگو شولتسه
اینگو شولتسه (به آلمانی: Ingo Schulze) نویسنده آلمانی معاصر است.

## زندگینامه
اینگو شولتسه در سال ۱۹۶۲ در جمهوری دموکراتیک آلمان شرقی متولد شد و زندگی کرد. وی از منتقدان دولت سوسیالیستی این کشور و مبلغ اتحاد دو آلمان بوده‌است. هرچند امروزه نیز گاهی در مصاحبه‌های مطبوعاتی و آثارش نسبت به غرب‌گرایی و از سودای سرمایه داری انتقاد می‌کند.

## آثار
وی تاکنون ۹ کتاب منتشر کرده. «داستان‌های ساده» از این نویسنده توسط حسین تهرانی به فارسی ترجمه به وسیله نشر چشمه منتشر شده‌است.
شولتسه رمان «داستان‌های ساده» را در سال ۱۹۹۸ میلادی، چند سال پس از اتحاد دو آلمان شرقی و غربی منتشر کرد. برخی از منتقدان این کتاب را «رمان وحدت» خوانده‌اند.